# Bassia stellaris
Bassia stellaris là loài thực vật có hoa thuộc họ Dền. Loài này được (Moq.) Bornm. mô tả khoa học đầu tiên năm 1921.